# FK Novi Pazar
Fudbalski klub Novi Pazar (srbská azbuka: Фудбалски клуб Нови Пазар) je srbský fotbalový klub se sídlem ve městě Novi Pazar, který hraje v srbské SuperLize. Byl založen v roce 1928 a své domácí zápasy hraje na Městském stadionu ve městě Novi Pazar.
Klub byl založen v roce 1928 jako FK Sandžak. V roce 2011 klub poprvé postoupil do nejvyšší soutěže.
Největším úspěchem klubu bylo 3. místo z 16 týmů srbské Superligy 2024/25, čímž si klub zajistil předkola Konferenční ligy. Pro klub to byla vůbec první účast v evropských soutěžích. Důležitým hráčem v této sezóně byl Adem Ljajić.

## Novi Pazar v evropských soutěžích
| Sezóna  | Soutěž                | Fáze        | Soupeř                | Doma | Venku | Celkem |
| ------- | --------------------- | ----------- | --------------------- | ---- | ----- | ------ |
| 2025/26 | Konferenční liga UEFA | 2. předkolo | Jagiellonia Białystok | 1:2  | 1:3   | 2:5    |